# Espace Quai 1
L'espace quai 1 est un musée  situé à Vevey, en Suisse.

## Histoire
Il a été inauguré en janvier 2010 et présente des expositions monographiques de photographes ayant participé au Grand prix international de photographie de Vevey et n'ayant pas été retenus par le jury.
Depuis janvier 2010, les photographes suivants ont été présentés :
- Andreas Seibert, 27 janvier au 10 mars 2010, From Somewhere to Nowhere
- Mathieu Bernard-Reymond, 17 mars au 5 mai 2010, Monuments
- Marc Shoul, 19 mai au 7 juillet, Flatlands
- Hans Op De Beeck, 4 septembre au 26 septembre, Rooms